# Проспер (Тексас)
Проспер (енгл. Prosper) град је у америчкој савезној држави Тексас. По попису становништва из 2010. у њему је живело 9.423 становника.

## Демографија
Према попису становништва из 2010. у граду је живело 9.423 становника, што је 7.326 (349,4%) становника више него 2000. године.
| Група             | 2000.         | 2010.         |
| Белци             | 1.659 (79,1%) | 7.527 (79,9%) |
| Афроамериканци    | 6 (0,3%)      | 496 (5,3%)    |
| Азијати           | 8 (0,4%)      | 179 (1,9%)    |
| Хиспаноамериканци | 402 (19,2%)   | 1.013 (10,8%) |
| Укупно            | 2.097         | 9.423         |